# Sutherlandia
Genre
Synonymes
- Lessertia DC[2].

Sutherlandia est un genre de plantes à fleurs dicotylédones de la famille des Fabaceae (légumineuses), sous-famille des Faboideae, originaire d'Afrique australe, qui comprend six espèces acceptées.
Certains auteurs considèrent que la plupart de ces espèces doivent être incorporées au genre Lessertia.
Ce sont des arbustes ou arbrisseaux pouvant atteindre deux mètres de haut, plus rarement des sous-arbrisseaux de 10 à 20 cm de haut.

## Liste d'espèces
Selon The Plant List (21 décembre 2018) :
- Sutherlandia frutescens (L.) R.Br.
- Sutherlandia humilis E.Phillips & R.A.Dyer
- Sutherlandia microphylla Burch.
- Sutherlandia montana E.Phillips & R.A.Dyer
- Sutherlandia speciosa E.Phillips & R.A.Dyer
- Sutherlandia tomentosa Eckl. & Zeyh.